# Molokai: The Story of Father Damien
Molokai: The Story of Father Damien is een Belgische film uit 1999 over pater Damiaan.
De regisseur van de film is Paul Cox.

## Verhaal
In de tweede helft van de 19de eeuw worden alle melaatsen (leprapatiënten) van Hawaii verbannen naar een afgelegen schiereiland op Molokai. De moedige Damiaan gaat als eerste priester naar Molokaï om voor de melaatsen te zorgen en met hen te leven. Op Molokai bouwt Damiaan kerken, ziekenhuizen en scholen om het leven van de melaatsen zinvol en dragelijk te maken. Tegen alle verwachtingen in slaagt hij in zijn missie. Na jaren wordt hij ook zelf getroffen door de ziekte, waaraan hij uiteindelijk overlijdt.

## Rolverdeling
| Acteur             | Personage                  |
| ------------------ | -------------------------- |
| David Wenham       | Pater Damiaan              |
| Kate Cebrano       | kroonprinses Liliʻuokalani |
| Jan Decleir        | bisschop Köckerman         |
| Chris Haywood      | Clayton Strawn             |
| Derek Jacobi       | Vader Leonor Fouesnel      |
| Keanu Kapuni       | Malulani                   |
| Alice Krige        | moeder Marianne Cope       |
| Kris Kristofferson | Rudolph Meyer              |